# Chesterfield (Karolina Południowa)
Chesterfield – miasto w Stanach Zjednoczonych i stolica hrabstwa Chesterfield, położone w północnej części stanu Karolina Południowa. W 2000 r. miasto to zamieszkiwało 1318 osób.

## Klimat
Miasto leży w strefie klimatu subtropikalnego, umiarkowanego, łagodnego bez pory suchej i z gorącym latem, należącego według klasyfikacji Köppena do strefy Cfa. Średnia temperatura roczna wynosi 18,8 °C, a opady 1193,8 mm. Średnia temperatura najcieplejszego miesiąca - lipca wynosi 27,1 °C, natomiast najzimniejszego 6,2 °C. Miesiącem o najwyższych opadach jest maj o średnich opadach wynoszących 134,6 mm, natomiast najniższe opady są w styczniu i wynoszą średnio 78,7.